# Salvelinus umbla
Salvelinus umbla is een straalvinnige vissensoort uit de familie van de zalmen (Salmonidae). De wetenschappelijke naam is gepubliceerd in 1758 door Linnaeus in de tiende editie van Systema naturae.